# Choujin Sentai Jetman
Choujin Sentai Jetman (鳥人戦隊ジェットマン (Điểu nhân Chiến đội Jetman) Chōjin Sentai Jettoman), dịch là Chiến đội Điểu nhân Jetman, là seri truyền hình Super Sentai thứ 15. Sản xuất bởi Toei Company và Bandai, phát sóng trên TV Asahi 15 tháng 2 năm 1991 tới 14 tháng 2 năm 1992, tổng cộng 51 tập. Dựa trên seri anime Đội Ninja Khoa Học Gatchaman. Không như các seri trước, Jetman có câu chuyện nghiêm túc hơn.
Choujin Sentai Jetman được sản xuất trong bối cảnh seri Super Sentai đang đứng trước nguy cơ bị đình chỉ sản xuất khi khán giả tỏ ra chán nản và thờ ơ với phần Sentai trước Chikyuu Sentai Fiveman. Toei cũng thừa nhận rằng Super Sentai đang bị đi vào lối mòn và trong quãng thời gian từ năm 1990 tới 1992,  thì mỗi ngày ở xưởng phim, mọi người đều làm việc trong tinh thần chuẩn bị cho việc Sentai bị ngưng bất cứ lúc nào. Trong bối cảnh đó, Toei quyết định sẽ tập trung nhiều hơn vào đối tượng người lớn và đổi mới hướng đi cho Super Sentai, đó cũng là lúc Jetman đang trong quá trình sản xuất, Inoue Toshiki đã được chọn làm người viết kịch bản chính của seri và Amemiya Keita được chọn làm đạo diễn chính.
Jetman đã thu được rất nhiều thành công vượt ngoài dự kiến và được coi là nguồn cứu rỗi của Super Sentai, giúp cho seri này kéo dài đến tận giai đoạn bây giờ. Với số lượng khán giả nhiều hơn ở mọi lứa tuổi, doanh thu khoảng 15 tỷ yên và lượng đánh giá trung bình khoảng 7.1% cho đến bây giờ khi tranh cãi xem bộ Sentai nào hay nhất, người hâm mộ luôn đưa Jetman vào top những ứng cử viên nặng ký, nhiều người Nhật cho rằng đây là đỉnh cao cách mạng của thể loại Super Sentai. Trong đợt đầu phiếu của tạp chí "B-CLUB" thì Jetman đứng vị trí đầu bảng về các phim Sentai được yêu thích. Jetman cũng tỏa sáng trong vị trí số 1 trong đại hội Super Sentai Request do Tōei tổ chức. Tình yêu và sự hài hước trong Jetman phần nào trở thành trào lưu trong các phiên bản Sentai về sau. Nhân vật Yuki Gai giành được cảm tình rất lớn từ những người hâm mộ, đặc biệt là các bà nội trợ. Cái chết của nhân vật này ở cuối phim đã tạo nên sự không đồng tình rất lớn từ các fan, đặc biệt đã có những người viết thư kiến nghị lên nhà sản xuất. Điều này buộc Toei phải để ngỏ để người xem tự suy đoán cho đến khi họ xác nhận rằng Gai thật sự đã chết trong tập 28 Kaizoku Sentai Gokaiger.

## Cốt truyện
Năm 199X, trên tàu Earthship - trung tâm chỉ huy của Sky Force (một lực lượng bảo vệ Trái Đất), các nhà khoa học đang nghiên cứu và phát triển "Birdonic Waves", một loại công nghệ mới giúp biến đổi khả năng của con người. Đó được gọi là dự án "J-Project". Odagiri Aya, người phụ trách dự án, đã chọn được năm nhân viên của Sky Force để thử nghiệm công nghệ mới. Tendo Ryu, một nhân viên Sky Force, đã được thử nghiệm thành công sóng Birdonic và trở thành Red Hawk, Jetman đầu tiên.
Tuy nhiên ngay lúc đó, Earthship bất ngờ bị tấn công bởi Vyram, một tổ chức hắc ám ngoài không gian. Vyram đã tấn công và chinh phục rất nhiều chiều không gian khác trước khi tới Trái Đất. Bọn chúng phá hủy con tàu và gián tiếp giết chết Rie - người yêu đồng thời cũng là đồng nghiệp của Ryu. Trong lúc hỗn loạn, những làn sóng Birdonic còn lại phóng rải rác vào Trái Đất, xâm nhập vào cơ thể của 4 người dân - những người sau này sẽ trở thành Jetman. Aya và Ryu kịp thời thoát ra và tìm kiếm bốn Jetman còn lại, giúp họ luyện tập những kĩ năng chiến đấu cần thiết nhằm chặn đứng kế hoạch thôn tính Trái Đất của Vyram. Jetman cũng đề cập vào yếu tố tình cảm, khi Ryu không thể quên được Rie cũng như quan hệ tay ba giữa Ryu, Gai và Kaori. Cuối cùng 5 thành viên Jetman đã tiêu diệt Vyram, trả lại bầu trời sự yên bình, đổi lại họ mất hết toàn bộ Gattai để tiêu diệt kẻ địch cuối cùng Radiguet. Phim kết thúc với đám cưới của Ryu và Kaori cùng với cái chết của Gai.

## Nhân vật

### Sky Force
Sky Force (スカイフォース Sukai Fōsu) là một tổ chức quân sự đã thành lập ra Jetman.

#### Jetman
Căn cứ là Sky Camp (スカイキャンプ Sukai Kyanpu), là một căn cứ công nghệ cao được Sky Force chuẩn bị từ trước, các Jetman có thể khởi động các mecha từ đây. Mỗi Jetman có một wingsuit được gọi là Jet Wing giúp họ có thể bay lượn trên bầu trời.
- Tendo Ryu (天堂 竜 (Thiên Đường Long) Tendō Ryū?)/Red Hawk (レッドホーク Reddo Hōku?) 25 tuổi, là thành viên của Sky Force, ký hiệu W6 và thủ lĩnh của Jetman. Trước cuộc tấn công của Vyram, Ryu là người đầu tiên được thử nghiệm công nghệ "Birdonic Waves" và đã thành công khi anh được truyền sức mạnh của loài diều hâu từ công nghệ. Tuy nhiên ngay sau đó thì Vyram tấn công Sky Force, giết hại các đồng nghiệp và cướp đi hôn thê của anh là Rie, Ryu sống sót khi Aya đưa anh tới căn cứ bí mật của Jetman ở Trái Đất. Sau khi thuyết phục được 4 người dân tham gia Jetman, Ryu trở thành thủ lĩnh. Với tinh thần và sự cương trực của một người lính, anh lãnh đạo Jetman với nguyên tắc chuyên nghiệp và không bao giờ được để tình cảm xen vào làm cản trở công việc, khả năng lãnh đạo của Ryu giúp đội luôn giành được chiến thắng. Sau này khi phát hiện ra Rie vẫn còn sống và bị Vyram lợi dụng, Ryu trải qua một giai đoạn suy sụp, khiến Jetman như rắn mất đầu. Về sau nhờ Gai an ủi và sự tự giác ngộ bên trong khi nhìn thấy ảnh Rie trong Cross Changer của mình, Ryu lấy lại con người mình và anh dồn quyết tâm đưa người mình yêu trở lại. Ryu từng dùng kế trá hàng để thâm nhập vào trụ sở của Vyram, tuy nhiên lại không thành trong việc tiêu diệt nó. Trong giai đoạn cuối để tiêu diệt Vyram, Ryu đóng vai trò quan trọng trong việc đánh bại Tranza và đưa Rie trở lại như xưa nhưng không thể cứu được cô khỏi tay Radiguet. Phẫn nộ vì điều này, Ryu quyết tâm một đấu một tiêu diệt hắn và viết thư xin rời khỏi Jetman vì biết rằng anh đã để tình cảm xen vào công việc. Sau nhờ Kaori khuyên giải, Ryu tỉnh ngộ ra và cùng các Jetman hạ gục Radiguet. Trong trận chiến cuối cùng, khi nhận ra khó có thể tiêu diệt được Radiguet, Ryu quyết định tổ chức một kế hoạch rất mạo hiểm. Anh hiểu cầu tách Great Icarus ra làm hai, tự mình điều khiển Jet Garuda để phá vòng bảo vệ và giữ Radiguet và yêu cầu đồng đội dùng Jet Icarus đâm vào điểm yếu của hắn - dù điều đó sẽ phá hủy Jet Garuda và giết chết anh. Khi Radiguet bị tiêu diệt, anh văng ra khỏi Jet Garuda, bất tỉnh, các đồng đội tìm thấy anh và Gai gọi anh dậy, kết thúc cuộc chiến. Trong giai đoạn 3 năm sau, anh nảy sinh tình cảm với Kaori và làm đám cưới với cô. Anh đặt tên con trai mình là Gai để tưởng nhớ đến người bạn thân và người đồng đội chí cốt của mình.
  - Đòn tấn công:;Wing Punch (ウイングパンチ Uingu Panchi?)
- Rokumeikan Kaori (鹿鳴館 香 (Lộc Minh Quán Hương) Rokumeikan Kaori?)/White Swan (ホワイトスワン Howaito Suwan?) 22 tuổi, là tiểu thư và cũng là người kế thừa tập đoàn danh tiếng Rokumeikan. Cô sinh ra và lớn lên trong sự nuôi dạy của quản gia trung thành Jiiya. Khi Sky Force bị tấn công, "Birdonic Waves" bị văng tứ tung và tia sáng màu hồng mang sức mạnh màu trắng của loài thiên nga đã đánh trúng vào cơ thể cô, điều đó khiến cô có sức mạnh và trở thành thành viên của Jetman khi Ryu và Aya tìm thấy cô đầu tiên. Ban đầu cô tham gia Jetman để thay đổi không khí, về sau cô nhận ra giá trị của người chiến binh và trở nên mạnh mẽ hơn, nghiêm túc hơn với công việc bảo vệ thế giới. Kaori có kỹ năng kendo và khả năng bắn súng rất tốt, thích chơi violin, piano và có một tâm hồn nhạy cảm. Kaori từng chuẩn bị có đính ước với doanh nhân Soichiro Kitaoji nhưng sau cô đã hủy hôn ước khi nhận ra đây là một con người vô cùng ích kỷ. Cô phải lòng Ryu sau đó khi nhìn thấy bản lĩnh mạnh mẽ và cương trực của anh nhưng điều này vô tình làm tổn thương Gai khi anh có tình cảm với cô. Về sau khi thấy Gai luôn hy sinh và đỡ đòn để bảo vệ mình, Kaori bắt đầu nhận ra rằng cô cũng yêu Gai và hai người sau thành một cặp. Tuy nhiên quan hệ giữa hai người về sau lại đổ vỡ khi họ quá khắc nhau về tính cách và lối sống. Trong cuộc chiến với Radiguet, Kaori đã đỡ đòn cho Ryu và động viên Ryu hãy tỉnh ngộ khỏi thù hận để cùng Jetman tiêu diệt hắn. Sau trận chiến cuối cùng, Kaori đã giúp Ryu quên đi nỗi đau mất Rie, hai người kết hôn 3 năm sau khi tiêu diệt Vyram. Trong đám cưới, cô rất lo khi mãi không thấy Gai đến, Ryu sau khi nói là Gai bị mệt không ra được, cô nhìn sang Gai và mỉm cười hạnh phúc khi thấy anh vẫy tay chúc phúc cho cô. Về sau cô và Ryu đặt tên con trai của họ là Gai để tưởng nhớ đến người đồng đội và cũng là người yêu cũ của cô.
  - Đòn tấn công: Swan Wing (スワンウィング Suwan Wingu?), Swannie Attack (スワニーアタック Suwanī Atakku?), Double Kick (with Yellow Owl).
- Oishi Raita (大石 雷太 (Đại Thạch Lôi Thái) Ōishi Raita?)/Yellow Owl (イエローオウル Ierō Ōru?): 22 tuổi, là một nông dân có niềm đam mê với rau quả, anh sinh ra và lớn lên trong sự tận tâm của bà nội Kiyo Ōishi, khi cha mẹ anh rất bận rộn với công việc đồng áng. Hồi nhỏ anh rất sợ cà chua và luôn bị ám ảnh về ma vương cà chua, Tranza về sau lợi dụng điều này để tạo ra một con quái vật tương tự như trong giấc mơ anh, sự động viên của Ako đã giúp anh vượt qua nỗi sợ, giúp Jetman tiêu diệt được hắn. Khi "Birdonic Waves" bị văng tứ tung xuống Trái Đất, tia sáng màu vàng mang sức mạnh màu vàng của loài cú đã đánh trúng vào cơ thể của anh, điều đó khiến anh có sức mạnh và trở thành thành viên của Jetman khi Ryu và Aya tìm thấy anh thứ hai. Là người béo khỏe nhất của nhóm Jetman, các đòn ném đá và vật của anh giúp ích rất nhiều cho việc tiêu diệt các con quái vật của Vyram. Raita cũng có tình cảm với Kaori, nhưng anh cho rằng mình không xứng với cô và mong cô sẽ đến với Ryu hơn Gai khi anh không thích và hay nói xấu Gai vì tính cách ngỗ ngược đối lập với sự chất phác và thật thà của anh, phần nào làm Gai khó chịu với anh và phải về sau thì quan hệ hai người mới được cải thiện. Raita từng bị đưa về quá khứ với Jetman, anh đã dạy người tiền sử cách trồng rau và có cuộc tình với Rika - một cô gái tiền sử trông rất giống Kaori, khi Jetman trở về hiện tại, câu chuyện về việc Raita dạy người tiền sử và khi anh biến hình đi qua lỗ hổng thời gian được ghi chép lại trong sách sử của Nhật. Sau khi tiêu diệt Vyram, Raita kết hôn với Satsuki - người bạn hồi nhỏ của anh và hai người sống hạnh phúc trong công việc đồng áng. Về sau anh trở thành doanh nhân thành đạt qua việc mua bán nông sản qua Internet
  - Đòn tấn công: Rock Drop (岩石落とし Ganseki Otoshi?), Deadly Thrust (必殺つっぱり Hissatsu Tsuppari?), Condor/Owl Towering Attack, Double Kick (ダブルキック Daburu Kikku?) (cùng với White Swan).
- Hayasaka Ako (早坂 アコ (Tảo Bản Á Tử) Hayasaka Ako?)/Blue Swallow (ブルースワロー Burū Suwarō?): 18 tuổi, nữ sinh trung học năm ba và là người nhỏ tuổi nhất Jetman. Ako có niềm đam mê với ca hát và cả tiền bạc, khi cô mong ước sẽ kết hôn với người giàu có. Khi "Birdonic Waves" bị văng tứ tung xuống Trái Đất, tia sáng màu xanh dương mang sức mạnh màu xanh của loài én đã đánh trúng vào cơ thể của cô, điều đó khiến cô có sức mạnh và trở thành thành viên của Jetman khi Kaori và Raita tìm thấy cô. Ako đã từng đề nghị muốn nhận 1500 yên nếu cô tham gia Jetman nhưng sau đã từ chối khi cô nhận ra giá trị của người chiến binh quan trọng hơn đồng tiền. Trong tập 10 của phim, Tatsuta - học sinh lớp trên đã tốt nghiệp - vì hâm mộ cô nên đã hợp tác với một quái vật trong Vyram bán mỳ "Ako-chan", sau khi giải quyết ổn thỏa, mỳ "Ako-chan" về sau vẫn được bán trên thị trường. Với cá tính của tuổi trẻ, Ako nhiều khi thể hiện thái độ thô lỗ với giáo viên và cả với Aya, nhưng cô cũng là người giàu tình cảm khi phẫn nộ trước cái chết của Dan - người cô yêu và Pootah - gấu bông cũ của cô bị Vyram biến thành quái vật - và tấn công Radiguet và Maria điên cuồng. Các thành viên trong Jetman luôn coi cô như em gái, sự khéo léo trong chiến đấu của Ako hỗ trợ rất nhiều cho Jetman. Sau khi tiêu diệt Vyram, Ako trở thành một thần tượng âm nhạc nổi tiếng 
  - Đòn tấn công: Swallow Dash (スワローダーッシュ Suwarō Dāsshu?).
- Yuki Gai (結城 凱 (Kết Thành Khải) Yūki Gai?)/Black Condor (ブラックコンドル Burakku Kondoru?): 25 tuổi, khác với các thành viên của nhóm, hình tượng của Gai thiên về các nhân vật phản anh hùng (anti-hero) hơn là hình mẫu anh hùng thuần thúy giống Ryu. Gai lớn lên và sống trong môi trường của thế giới ngầm, anh thích đi xe máy, hay đi bơi và tạt qua quán bar để uống rượu, giao du với các cô gái và đánh bạc, thổi kèn saxophone. Cuộc sống ảnh hưởng đến tính cách của Gai nên anh yêu một cuộc sống tự do, cô đơn, ngỗ ngược, ngang tàng và phách lối. Khi "Birdonic Waves" bị văng tứ tung xuống Trái Đất, tia sáng màu tím mang sức mạnh màu đen của loài kền kền đã đánh trúng vào cơ thể của anh, điều đó khiến anh có sức mạnh và trở thành thành viên của Jetman khi Ryu và Aya tìm thấy anh cuối cùng. Ban đầu Gai thẳng thừng từ chối gia nhập Jetman, cho rằng một con sói cô đơn như anh không thích để trở thành chiến binh để bảo vệ con người - những sinh vật luôn làm hại người khác vì lợi ích cá nhân, Gai cũng đã biến thân và cùng Jetman tiêu diệt con quái vật đầu tiên vì nó tấn công anh. Tuy nhiên, sau đó anh lại thẳng thừng đấm và ném Cross Changer vào Ryu rồi bỏ đi. Ryu đã rất vất vả để tìm và thuyết phục anh gia nhập Jetman, Gai vẫn từ chối và bỏ đi, mặc cho các Jetman bị tấn công, thế nhưng hình ảnh 4 người bất lực không thể hạ được con quái vật khiến Gai quay xe lại và chấp nhận trở thành một thành viên. Ở Jetman, Gai không thích và luôn gây chuyện, hằn học với Ryu khi thấy tính cách cương trực của Ryu đối lập hoàn toàn với tính cách của anh, đặc biệt là khi Kaori có tình cảm với Ryu. Mối quan hệ chồng chéo này đã từng khiến Gai gây chuyện và đánh nhau với Ryu và cả Raita, làm Jetman đứng trước nguy cơ bị sụp đổ. Dù với bản tính ngỗ ngược và phách lối nhưng Gai vốn là một người tốt với tinh thần của người chiến binh và vô cùng nghiêm túc trong chuyện tình cảm. Anh luôn xả thân cùng các Jetman để bảo vệ mọi người, nhiều lần hy sinh đỡ đòn cho Kaori và tỏ ra cảm thông, đau đớn trước những cái chết. Về sau anh và Kaori trở thành một cặp, nhưng điều này vẫn làm anh mâu thuẫn với Ryu khi Ryu quở trách hai người đi hẹn hò trong lúc chiến đấu, khiến Gai tuyên bố rời khỏi Jetman. Sau qua lời kể của Raita và Ako về Rie, Gai nhận ra Ryu cũng có nhiều điểm giống mình, anh quay lại Jetman và đến gặp Ryu, thay vì đấm anh lại ôm Ryu và bảo anh cứ khóc nhưng hãy quay lại với mọi người. Sau giai đoạn này, Gai cải thiện mối quan hệ với các thành viên Jetman, anh quan tâm đến mọi người hơn trước và coi Ryu là người bạn thân thay vì trướng mắt như trước. Về sau quan hệ giữa anh và Kaori bị rạn nứt khi anh không hợp với lối sống của giới nhà giàu, đặc biệt khi thấy bố mẹ Kaori coi trọng vẻ bề ngoài hơn là giá trị bên trong. Lớn lên ở thế giới ngầm, Gai có một kỹ năng chiến đấu rất tốt, không thua kém gì Ryu có hơn chứ không kém và hay dùng mánh khóe lúc chiến đấu, là sự đóng góp cực quan trọng với Jetman. Gai cũng là một người rất cứng đầu và suy nghĩ không kỹ, anh từng lao đầu vào tiêu diệt quái vật và Maria để cứu 4 người đồng đội đang cận kề cái chết. Anh cũng lao vào cuộc chơi cờ bạc với Grey dù tỷ lệ thắng thấp hơn để cứu đồng đội khi 4 người họ bị giam giữ, bằng khả năng bịp bợp trong đánh bạc, anh đánh bại Grey ở phút cuối để cứu đồng đội. Ở giai đoạn cuối lúc tiêu diệt Vyram, anh đã có cuộc tử chiến một đấu một với Grey và chiến thắng lúc mà anh cận kề bị đánh bại. Trong trận chiến cuối cùng với Radiguet, khi Ryu dùng chiến thuật tách Great Icarus, Gai ngồi vào ghế điều khiển Jet Icarus và anh quyết định mạo hiểm làm theo lời Ryu dù cú đâm đó rất nguy hiểm. 3 năm sau khi tiêu diệt Vyram, khi biết tin Ryu và Kaori làm đám cưới, Gai đến mua hoa chúc phúc cho hai người. Trong lúc đó thì một người phụ nữ bị giật mất túi, Gai đuổi theo tên cướp và giật lại túi cho cô. Lúc đó Gai cười, vỗ mặt tên cướp, bảo không nên phá hỏng ngày vui, điều đó vô tình kích động tên cướp và hắn lao đến đâm phát dao vào dạ dày anh rồi bỏ chạy. Khi trả chiếc túi xách, cảm thấy mình không thể sống tiếp, Gai cố sức đến nơi Ryu và Kaori chụp ảnh cưới. Anh ngồi xuống ghế, chuyện trò với Ryu, nói dối rằng anh bị quá chén, Ako sau đó chụp một bức ảnh cho hai người, anh nói rằng bầu trời thật sự rất đẹp và cảm ơn Ryu vì tất cả mọi thứ. Anh vẫy tay chào, chúc phúc cho Kaori, mỉm cười nhìn mọi người vui đùa, lấy một điếu thuốc ra hút và chết một cách lặng lẽ. Các thành viên Jetman về sau xây cho anh một ngôi mộ, đến thăm anh thường xuyên, tên anh được lấy để đặt cho tên con trai của Ryu và Kaori.
  - Đòn tấn công: Condor Finish (コンドルフィニッシュ Kondoru Finisshu?), Condor/Owl Towering Attack (コンドルオウルタワーリングアタック Kondoru Ōru Tawāringu Atakku?).

#### Vũ khí
- Cross Changer (クロスチェンジャー Kurosu Chenjā?)
- Corresponder (コレスポンダー Koresupondā?)
- Jet Hand Cannons (ジェットハンドカノン Jetto Hando Kanon?)
  - Bird Blasters (バードブラスター Bādo Burasutā?)
  - Bringer Swords (ブリンガーソード Buringā Sōdo?)
- Beak Smashers (ビークスマッシャー Bīku Sumasshā?)
- Smash Bombers (スマッシュボンバー Sumasshu Bonbā?)
- Wing Gauntlet (ウィングガントレット Wingu Gantoretto?)

#### Phương tiện
- Jet Striker (ジェットストライカー Jetto Sutoraikā?): phương tiện của Red Hawk, có thể chuyển đổi thành Fire Bazooka ( Faiyā Bazūka?). Nó có thể đạt tốc độ tối đa 500 km/h.
- Jet Bouncer (ジェットバンサー Jetto Bansā?): xe của Yellow Owl và White Swan. Tốc độ tối đa 400 km/h.
- Jet Speeders (ジェットスピーダー Jetto Supīdā?): moto của Black Condor và Blue Swallow. Tốc độ tối đa đạt 360 km/h.

#### Mecha
- Jet Icarus (ジェットイカロス Jetto Ikarosu?)
  - Jet Hawk (ジェットホーク Jetto Hōku?)
  - Jet Condor (ジェットコンドル Jetto Kondoru?)
    - Nó còn có tên là Jet Eagle (ジェットイーグル Jetto Īguru?), được sử dụng bởi Green Eagle (Jeffrey Kenzaki), thay thế cho Yuki Gai(chỉ có trong bản manga)

  - Jet Owl (ジェットオウル Jetto Ōru?)
  - Jet Swan (ジェットスワン Jetto Suwan?)
  - Jet Swallow (ジェットスワロー Jetto Suwarō?)
- Jet Garuda (ジェットガルーダ Jetto Garūda?)
- Great Icarus (グレートイカロス Gurēto Ikarosu?)
- Tetra Boy (テトラボーイ Tetorabōi?)

#### Đồng minh
- Chỉ huy Odagiri Aya (小田切綾長官 Odagiri Aya-chōkan?): Là chỉ huy cao cấp nhất của đội Jetman trong Sky Force, lúc Vyram tấn công Sky Force, cô cứu Ryu, tạo đội Jetman và hỗ trợ họ về mặt phương tiện, vũ khí. Cô là một bậc thầy võ thuật, ngay cả Ryu cũng không dám coi thường và cũng là một người có kiến thức xuất sắc về khoa học để nâng cấp vũ khí, cải tiến gattai cho đội. Cả đội gọi cô là Chokan - nghĩa là chỉ huy, Aya rất quan tâm và quý trọng cấp dưới của mình và sẵn sàng có mặt mọi lúc để hỗ trợ và cứu họ, điển hình như cô lái Jet Garuda tiêu diệt con quái vật đã xâm nhập vào cơ thể cô và đang định tiêu diệt nhóm Jetman. Trong trận chiến cuối cùng với Radiguet, cô cũng điều khiến Jet Garuda trợ chiến, hợp thể với Jet Icarus và ngồi vào buồng điều khiển của Gai khi Great Icarus tách ra theo kế hoạch của Ryu. 3 năm sau, cô đến dự đám cưới của Ryu và Kaori và bắt được đóa hoa cưới của Kaori.
- Tư lệnh tối cao Ichijou (一条総司令 Sōshirei Ichijō ?): Một tướng của Sky Force và quyền to hơn Aya. Ichijou luôn đố kỵ và ghét Aya khi cô luôn giành những thành tựu nhiều hơn ông ta và cũng cho rằng đội Jetman của cô là điều sỉ nhục vì trong đội có 4 thành viên xuất thân từ dân thường. Ichijou đã đào tạo một đội Jetman khác với sức mạnh tiên tiến hơn nhằm đuổi cả năm thành viên Jetman ra khỏi Sky Force và thậm chí bóp nát giấy phân tích để hồi phục sức mạnh của Jetman để nói dối rằng họ không thể biến hình được nữa. Là một người ích kỷ, Ichijou không quan tâm gì đến mạng sống của các cấp dưới, thậm chí còn định hy sinh họ khi quái vật Meteor BEM tấn công vào trụ sở căn cứ để tự bảo vệ mình. Jetman đã cố tình cãi lệnh ông và thậm chí Ryu còn cho ông ăn một cú đấm để họ cứu đội Neo Jetman. Sau khi đội Jetman tiêu diệt Meteor BEM, Ichijou bị sa thải, Aya tin rằng ông ta sẽ không dám làm lại điều đó
- Neo Jetman (ネオジェットマン Neo Jettoman?) (40-41): Là đội Jetman năm người do Tư lệnh Ichijou lập ra nhằm thay chân Jetman, đội này gây ấn tượng khi họ cứu Meteor BEM khỏi việc hắn tiêu diệt Jetman. Giống như tướng của mình, đội Neo Jetman tỏ ra rất hống hách với các Jetman, kể cả khi Jetman đã cãi lệnh Ichijou để cứu họ thoát chết. Chỉ huy của Neo Jetman có thái độ nhẹ nhàng hơn đồng đội và anh đã có chút can thiệp vào Neo Jetman khi nghe được âm mưu làm nhục Aya của Ichijou. Khi Meteor BEM tấn công căn cứ, sự xả thân của nhóm Jetman làm đội Neo Jetman cảm thấy hổ thẹn khi họ chỉ quan tâm vào sức mạnh hơn là tinh thần chiến đấu. Họ chuyền sức mạnh Birdonic của mình để khôi phục năng lượng cho Jetman và trao vận mệnh thế giới lại cho các Jetman
- Những chiến binh từ đa không gian Dimensian (裏次元ディメンシアンの戦士 Urajigen Dimenshia no Senshi?) (23-24): Là những người còn sống sót duy nhất ở không gian Dimensian - không gian đã bị Vyram phá hủy. Ba người còn sống Ray, Kanna và Dan đã tạo ra khả năng biến hình Birdman - nhưng yếu hơn Jetman - và Jet Garuda, họ cũng hợp tác với các Jetman chống lại Vyram. Ray và Kanna là một cặp tình nhân, họ cũng làm Ryu ghen tị khi nhớ về Rie và Dan nảy sinh tình cảm với Ako. Tuy nhiên sau đó Radiguet đã giăng bẫy lừa, giết Ray và Kanna để điều khiển Jet Garuda. Bị thương nặng nhưng Dan đã liều mạng tấn công Radiguet để giành lại quyền điều khiển, giúp Jetman có thể hợp thể gattai của họ với Jet Garuda, Dan cũng chỉ cho Ryu cách bắn Bird Maser. Vết thương từ Radiguet khiến Dan không thể qua khỏi, trước khi chết, Ako lấy cây hoa cúc trắng, cuộn thành cái nhẫn vào tay cậu, thể hiện rằng cô cũng yêu cậu, Dan mỉm cười và chết trong sự đau đớn của đội Jetman, kể cả Gai cũng không dám quay mặt nhìn. Jet Garuda thuộc về quyền kiểm soát của các Jetman
- Những chiến binh từ đa không gian Berserker (裏次元ベルセルクの戦士 Urajigen Beruseruku no Senshi?) (29): giống Dimensian, không gian Berserker cũng bị Vyram phá hủy, cặp tình nhân trẻ Lou và Duran là hai người duy nhất sống sót, những người này có khả năng biết đồ vật thành vũ khí chiến đấu. Dù rằng trưởng lão đã bảo họ không nên trả thù vì yếu hơn nhưng Lou kiên quyết muốn giết Radiguet, Radiguet đã bẫy cô để các Jetman hiểu lầm rằng cô đang tàn phá thành phố và hai bên xảy ra xung đột. Sau khi Duran can ngăn, anh và Lou cãi nhau vì lời trăn trối của trưởng lão. Radiguet đã nhân cơ hội này triệu hồi quái vật Armor Snake để chiếm lấy cơ thể của Duran, khiến Duran tấn công Lou và Jetman. Lúc Duran chuẩn bị giết Lou, Ryu đã chạy ra đỡ đòn và làm anh cận kề với cái chết. Hiểu được rằng không gì tốt đẹp khi trả thù, Lou dùng toàn bộ sức mạnh của mình để cứu Ryu. Lúc Jetman đối đầu với Duran, Lou cầu xin họ đừng giết Duran, điều này khiến Ryu nhớ lại những năm tháng với Rie và anh đã thuyết phục Duran lấy lại lý trí. Về sau Lou và Duran sống cuộc sống hạnh phúc trên Trái Đất, dẹp bỏ thù hận và tin tưởng Jetman sẽ giúp họ trả thù Vyram.

##### Khác
- Jiiya: quản gia trung thành của tập đoàn gia tộc danh tiếng Rokumeikan, ông nuôi nấng Kaori từ hồi cô còn bé, dạy cô đạo làm người và cách dùng kiếm đạo. Với lòng trung thành và sự nhiệt tình, ông luôn giúp Kaori mọi lúc cô cần. Trong tập 19, khi Kaori bị đe dọa rằng cô có thể sẽ chết trong trận chiến, Jiiya đã giả làm quỷ và đấu một trận kendo với Kaori, điều đó giúp Kaori lấy lại dũng khí và ra cứu đồng đội của mình
- Satsuki: bạn thời thơ ấu của Raita, hồi Raita còn nhỏ, cô hay động viên và cổ vũ anh để giúp anh trở nên dũng cảm hơn, về sau cô lên thành phố sống nhưng hai người vẫn giữ liên lạc. Ở tập 9, cô có dịp gặp lại Raita, với dáng vẻ của một quý cô, cuộc hội ngộ này làm Raita cảm thấy khó chịu khi thấy cô quá khác với một Satsuki mà Raita từng thích. Trong lúc đó thì quái vật của Tran đã điều khiển Satsuki bằng cách cho cô mặc bộ đồ xạ thủ để cô bắn lại Jetman. Raita cố sức tiếp cận cô bằng những cử trỉ như hồi anh thi đua bùn hồi nhỏ - cuộc thi mà Satsuki hứa sẽ làm vợ Raita nếu cả hai lớn lên, những cử trỉ đó làm Satsuki lấy lại nhận thức rồi ngất. Sau khi tiêu diệt quái vật, Satsuki trở về quê nhà, cô nói với Raita nhắn với chiến binh Cú Vàng rằng cô đã yêu người đó - thực ra cô biết đó chính là Raita. Sau khi tiêu diệt Vyram, Satsuki đã thay thế hình bóng Kaori bên trong Raita, hai người kết hôn và sống hạnh phúc bên công việc đồng áng
- Kyoko: Bạn thân của Ako và cùng trong đội đồng ca của trường với Ako, giống như Ako, Kyoko rất mê ca hát, với giọng hát khỏe, trong và hay, Ako cho rằng Kyoko rất giỏi và trình độ hơn hẳn cô. Trong tập 15, một hôm trước biểu diễn, quái vật Voice đã cướp đi giọng hát của Kyoko, điều đó làm Ako nổi giận và quyết tiêu diệt quái vật Voice để trả lại giọng hát cho Kyoko. Tuy nhiên Ako chiến đấu không cương quyết vì cô không muốn bạn mình thấy thân phận Jetman của mình và chính Ako cũng bị lấy mất giọng hát. Aya đã đến gặp Kyoko và tiết lộ cho cô biết thân phận của Ako để cô có thể động viên Ako tập trung chiến đấu. Theo kế hoạch của Raita, quái vật Voice bị hư hại do lấy giọng hát của anh (hắn chỉ lấy được giọng hát con gái), và Jetman đã tiêu diệt được hắn, trả lại giọng nói cho Kyoko, Ako và các cô gái khác. Về sau khi Ako cần phải ra ngoài để chiến đấu cùng các Jetman thì Kyoko luôn giúp cô che mắt mọi người để có thể làm nhiệm vụ dễ dàng hơn
- Michiru: Một cô bé học cấp hai xuất hiện trong tập 20, trong đám cưới của chị gái mình, cô bé thấy chị mình có những biểu hiện thất thường, tỏ ra không có quen biết hay yêu thương gì hôn phu làm cô rất lo lắng và tin rằng có quái vật đã gây ra chuyện này, nhất là khi cô thấy cái đầu máy hút bụi trong bức ảnh chụp đám cưới. Tình cờ khi đấy thì Gai cũng đi qua chỗ nhà thờ, trong lúc Michiru đuổi theo quái vật thì cô bé chạy vào đường xe tải và người lái xe không kịp rẽ. Đúng lúc đó thì Gai nhảy ra và giữ đầu xe lại để ngăn vụ tai nạn (do anh mang sức mạnh của loài kền kền để có thể chặn được xe tải). Gai đỡ cô bé và đưa cô vào một nhà hàng ăn trưa, cô bé kể lại cho Gai sự việc, nhưng Gai từ chối giúp và bảo đó là chuyện hoang đường rồi bỏ đi. Không chấp nhận, cô bé đánh liều lao lên tòa nhà cao nhất và nói với đội cứu hộ rằng cô chỉ đi xuống nếu có người tên là Yuki Gai đến đây, tin tức được truyền đi làm Gai và các Jetman phải đến can ngăn. Các Jetman đồng ý giúp đỡ và gặp chị cô bé, họ cảm thấy kỳ lạ khi người chị tỏ ra vô cảm hơn mức bình thường của con người và họ quyết định để Gai và Ako làm đám cưới giả nhằm dụ quái vật đó đến. Lúc Ryu và Raita đang giăng bẫy chờ quái vật đến thì bất ngờ Michiru vào phá đám cưới giả làm kế hoạch bại lộ. Thì ra cô bé đã nảy sinh tình cảm với Gai và tỏ ra ghen tuông khi nhìn Gai và Ako giả vờ định hôn nhau. Con quái vật đã hút hết cảm xúc bên trong của Michiru, vì vẫn còn học cấp 2 nên cơ thể cô bé không chịu được và ngất đi. Điều này làm cho Gai cảm thấy phẫn nộ, anh biến thân và tự mình tiêu diệt con quái vật đó. Sau khi quái vật bị tiêu diệt, chị của Michiru trở lại bình thường và làm đám cưới. Michiru có nói cô ước lúc đó cô lớn hơn để có thể đến với Gai và mong anh hãy đợi cô bé lớn lên.
- Poohtan (ゴミジゲン, Gomijigen): là một quái vật được tạo ra bởi Maria trong tập 21 khi mụ kết hợp các đống rác xung quanh, tình cờ trong chỗ rác đấy có con gấu bông đã bị hỏng của Ako ngày trước tên là Poohtan. Khi trở thành quái vật, với tâm hồn và suy nghĩ của Poohtan, quái vật này lại trở nên thân thiện với con người và biến những vật hư hại trở nên tân trang và đẹp hơn, tuy nhiên chú đã bị xua đuổi khi loài người nhìn thấy. Poohtan tình cờ gặp lại Ako - người mà chú gọi là mẹ và cứ bám theo cô, nói chú muốn ăn gì đó. Ako đưa Poohtan đến chỗ bãi rác, chú lao tới ăn rác và được chào đón rất nhiệt thành từ công nhân chỗ bãi rác. Người công nhân này đối đãi tử tế với Poohtan và dựng cho chú một căn nhà. Trong lúc đó thì đám thanh niên phá hoại tới ném những đồ còn mới như quần áo vào bãi rác, sau khi nghe người công nhân phàn nàn, Poohtan đến quở trách chúng và ném lại chỗ đồ mới về phía chúng. Đám thanh niên tìm cách trả thù, tấn công nhà của Poohtan vào ban đêm, Poohtan chạy thoát và tự dàn vặt là mình đã làm gì sai mà bị đuổi đánh. Maria lúc đó xuất hiện và nói rằng loài người là sinh vật ghê tởm như vậy khi tấn công Poohtan chỉ vì chú không phải con người. Poohtan sau đó phẫn nộ, hóa hoàn toàn thành quái vật khổng lồ và tàn phá thành phố, thậm chí không nhận ra Ako. Lúc Jet Icarus giao chiến với Poohtan, một cô bé ôm gấu bông bị mắc kẹt trong chỗ đổ nát, Ako nhảy ra cứu cô bé. Tình cờ lúc đó tiếng chuông từ vòng cổ con gấu bông rung lên, làm Poohtan nhớ lại những kỷ niệm hồi bé với Ako. Poohtan trở lại bình thường và dọn dẹp chỗ đổ nát đang đè Ako. Lúc đó thì Maria xuất hiện và định giết Ako, Poohtan nhảy ra đỡ đòn, rồi bị tan biến. Điều này khiến Ako phẫn nộ và tấn công Maria điên cuồng, buộc mụ phải rút lui. Một nấm mồ của Poohtan được dựng lên ở bãi rác, người công nhân ở bãi rác có nói với các Jetman rằng: "So với những con người ngoài kia thì nó còn tốt hơn rất nhiều lần"
- Pháp sư trừ tà: ông xuất hiện trong tập 27, là pháp sư sống trong chùa và là người quen của Aya. Radiguet đã tạo ra quái vật nhằm cướp linh hồn của các Jetman để họ chết nếu không thể quay về thân xác trong vòng vài tiếng nữa, và hắn đã thành công với Ako, Raita và Gai. Aya đưa Jetman tìm đến thầy pháp để giải quyết. Thầy pháp đã triệu hồi thế giới bên kia và tách linh hồn Ryu ra để anh cứu đồng đội của mình. Ông động viên Ryu phải vững tâm để có thể vượt qua mọi trở ngại, sau khi Ryu cứu được đồng đội và cùng họ tiêu diệt quái vật. Họ từ biệt pháp sư và ông nói với Aya rằng cô rất xuất sắc khi tạo ra một tập thể đoàn kết như vậy.
- Dryer Jigen (ドライヤージゲン Doraiyājigen?): là quái vật thế hệ đầu tiên của Vyram, quái vật này bị thất sủng bởi Vyram cho đến khi Tran cho anh ta một cơ hội. Dù tỏ ra rất mạnh nhưng quái vậy Dryer này không làm hại các Jetman, thậm chí còn cứu một bà cụ khỏi một tai nạn. Rồi một lần khác, Dryer tấn công và đuổi làm hai nữ sinh trung học bị rơi xuống nước, nhưng kỳ lạ là họ không bị làm hại mà thậm chí tóc họ được sấy khô và còn đẹp hơn trước. Các Jetman sau đó nhận ra rằng quái vật Dryer rất khác với Vyram khi lại có tâm hồn của người tốt và họ ngỏ ý muốn giúp đỡ anh ta. Lúc đó Tran xuất hiện, giải thích vì sao anh ta bị thất sủng, và sai Grinam Soilders tiêu diệt anh ta. Các Jetman đã bảo vệ quái vật Dryer, và đánh lừa Tran rằng anh ta đã bị tiêu diệt. Sau đó, quái vật Dryer làm việc cho một hiệu tóc đẹp và gửi thư cảm ơn các Jetman đã giúp anh ta sống thật với mình.
- Aizawa Mika: là con gái của tiến sĩ Aizawa Hakase - một nhà khoa học làm việc cho Sky Force. Trong lúc phác thảo vũ khí tối tân cho Jetman, Vyram tấn công Sky Force và ông đã chết lúc đó. Những gì Hakase để lại là một bản vẽ bị thiếu nhiều chi tiết và những phần còn thiếu được truyền vào trong giấc mơ của cô con gái Mika. Jetman có nhiệm vụ phải tìm cô bé và giải mã giấc mơ, Ryu đến gặp cô bé trong tập 33 để làm nhiệm vụ này. Tuy nhiên Jetman gặp khó khăn lớn khi cô bé ghét bố mình vì lúc còn sống ông chỉ có công việc và công việc chứ không dành thì giờ cho cô bé. Lúc đó thì quái vật Gián tấn công thành phố và các Jetman không thể tiêu diệt hắn, Aya tin rằng hy vọng chỉ đến khi tìm ra đầy đủ bản vẽ của tiến sĩ Hakase. Ryu đã rất khó khăn để giúp cô bé hiểu rằng ông yêu con gái mình và muốn con gái mình hãy thay mình giúp các Jetman bảo vệ Trái Đất. Cô bé cuối cùng cũng làm lành với bố và gặp ông trong giấc mơ, trong giấc mơ ông đưa con mình những bản vẽ còn lại, giúp Aya có thể chế tạo ra vũ khí mới là Beak Smashers và Smash Bomber để các Jetman có thể tiêu diệt quái vật Gián.
- Yanagi: một người bạn thân của Ryu ngày trước, giống như Ryu, anh từng khát khao trở thành một chiến binh và tham gia Sky Force, trong khi Ryu thành công thì anh thất bại nhiều lần. Sau đó Yanagi từ bỏ và đi theo con đường khoa học, nhưng anh luôn ghen tị với Ryu vì Ryu luôn thành công và có những chiến công lớn lao hơn anh. Ở tập 38, khi các Jetman đông cứng một quái vật, Ryu mang nó đến viện khoa học - nơi Yanagi làm trợ lý để phân tích con Vyram này. Sau đó thì Vyram tấn công viện nghiên cứu, lúc đem mẫu thí nghiệm đi dấu, Yanagi đã giấu bản thật và đánh tráo với Ryu vì anh muốn tự mình nghiên cứu nhằm lưu tên vào sử sách. Không may là anh bị quái vật Tắc kè hoa phục kích tấn công làm anh văng mẫu vật xuống dưới nước. Khi biết được sự thật, hai người đã xô xát và Yanagi nói lên sự ghen tị của anh với Ryu. Trong lúc đó thì quái vật Tắc kè hoa tấn công Ryu mà anh không thể nhìn thấy. Yanagi muốn giúp nhưng tỏ ra sợ hãi, tình cờ anh thấy bình cứu hỏa và nhớ lại lúc Ryu và anh chơi bóng bầu dục với nhau. Anh ôm bình cứu hỏa, lao vào đám Grinam Soilders để chuyền bình cho Ryu. Hai người chuyền cho nhau như chơi bóng bầu dục và Yanagi xịt bình vào quái vật, khiến hắn lộ nguyên hình, giúp Ryu và Jetman tiêu diệt hắn. Sau khi tiêu diệt hắn, Yanagi định nhận lỗi với giáo sư nhưng Ryu ngăn lại, không muốn bạn mình bị quở trách. Hai người lại làm lành và chơi đùa với nhau như hồi trước

### Dimensional War Party Vyram
Vyram là băng Đảng phản diện chính trong Jetman tới từ không gian khác. Sau khi đã thôn tính nhiều mục tiêu ở các không gian khác nhau, Vyram chuyển mục tiêu sang Trái Đất vì muốn tiêu diệt những con người hạ đẳng đáng khinh bỉ. Khi thủ lĩnh của Vyram bị mất tích trong cuộc xâm lăng Back Dimension, Vyram trở nên vô chính phủ, và trở thành cuộc tranh giành quyền lực giữa 4 người có vị trí cao nhất là Radiguet, Tran, Maria và Grey. Nhằm tạo sự công bằng và khiến đối phương phải chấp nhận phục tùng, 4 người này cùng thỏa thuận rằng người nào tiêu diệt được Jetman sẽ là thủ lĩnh của Vyram
- Empress Juuza (女帝ジューザ Jotei Jūza?) (17-18): Là thủ lĩnh của Vyram đã cùng 3 tâm phúc Radiguet, Grey và Tran đi xem lược các không gian khác. Trong lần đi xâm chiếm Back Dimension, Juuza được cho là đã chết, nhưng thực ra mụ chìm vào một giấc ngủ để lấy lại sức mạnh sau khi thu phục được trứng quái vật Semimaru. Lúc trở lại, Juuza quay lại vị trí lãnh đạo và điều hành cuộc xâm lăng Trái Đất, bằng cách biến loài người thành pha lê để Semimaru có thể ăn và trưởng thành hơn. Radiguet tỏ ra rất trung thành với mụ, nhưng kỳ thật là hắn chờ thời cơ để làm cuộc đảo chính. Hắn đã định giết mụ khi mụ đang ngủ nhưng bất thành và bị trừng phạt bằng việc bị biến thành con người. Jetman đã bị thất thế khi đối đầu với mụ và thậm chí Gai đã cận kề với cái chết khi đỡ đòn cho Kaori để bị biến thành pha lê. Lúc trở lại với hình dáng cũ, Radiguet lao vào tấn công thủ lĩnh của mình, Tran, Grey và Maria cũng tham gia hỗ trợ Radiguet đánh lại kẻ thù chung cho vị trí quyền lực nhất Vyram. Biết rằng vẫn chưa đủ để tiêu diệt nữ hoàng, Radiguet bảo các Jetman hãy tấn công vào viên ngọc trên trán của mụ và Kaori đã làm điều đó để trả thù cho Gai. Đòn đánh làm Juuza bị yếu đi và giúp những người bị biến thành pha lê trở lại là người, kể cả Gai. Gai sau đó cũng tham gia cuộc chiến, gây nhiều sát thương nghiêm trọng cho mụ và mụ bị bắn hạ bằng Fire Bazooka. Mụ thoát thân lúc cận kề cái chết, nhưng Radiguet đã truy đuổi mụ và kết liễu mụ bằng thanh kiếm của hắn.
- Tran (トラン Toran?) (1-36)/Emperor Tranza (帝王トランザ Teiō Toranza?) (36-47): Một đứa trẻ kỳ lạ có thể tác động lên không gian, Tran tham gia Vyram và tàn phá mọi thứ mới mục tiêu duy nhất là để tự thỏa mãn bản thân mình và cũng khao khát trở thành thủ lĩnh của Vyram. Với năng lực điều khiển vật bằng những nút bấm trên tay, Tran đã luôn làm Jetman gặp khó khăn. Khi không thể tiêu diệt được Jetman, mâu thuẫn giữa Tran với ba thành viên còn lại lên đến đỉnh điểm, khi Tran bị coi thường vì chỉ là một đứa trẻ, hắn cũng cảm thấy bị xúc phạm khi Ryu nói rằng không nên làm tổn thương một đứa trẻ. Cơn phẫn nộ đã khiến Tran gia tăng sức mạnh, từ một đứa trẻ tăng vọt lên thành một người đàn ông trưởng thành, với cái tên mới là Tranza. Ở dạng mới, Tranza trở nên mạnh hơn và đáng sợ hơn với sức mạnh vượt bậc và cái đầu thủ đoạn. Tranza tự xưng là thủ lĩnh của Vyram và ba người còn lại không thể làm được gì khi bị sức mạnh của hắn áp đảo. Tranza đã có nhiều cuộc giao chiến với Jetman và chủ yếu nhằm vào Ryu, phải rất may mắn các Jetman mới có thể cầm cự được với hắn, đỉnh điểm như siêu robot Veronica đã gần như tiêu diệt hoàn toàn các gattai của Jetman. Sau thất bại của Veronica, Tran áp dụng chiến thuật săn đuổi từng Jetman và biến họ thành tượng. Trong cuộc giao chiến với Ryu, Radiguet đã hỗ trợ Ryu để chống lại kẻ thù chung và giải thoát được Gai, Kaori, Raita và Ako, 5 người đã hợp lực và dùng Fire Bazooka bắn trọng thương Tranza. Kiệt sức vì thất bại, nhưng Tranza vẫn không có cơ hội thoát thân khi Radiguet lại tới tấn công hắn. Tranza vẫn sống sót sau đợt tấn công đó, nhưng hắn mất hết sức mạnh, trở thành một con người, được tìm thấy mỏ và đưa vào trong bệnh viện, theo lời các bác sĩ, hắn sẽ bị bại liệt suốt phần đời còn lại.
- Maria (マリア Maria?) (1-49): Thành viên mới của Vyram, thực chất Maria chính là Aoi Rie - hôn phu của Ryu. Cô vốn là thành viên của Sky Force, với ký hiệu W3. Cô được Aya chọn để thử nghiệm dự án Jetman, thế nhưng sau sự thành công của Ryu thì Vyram tấn công Sky Force, cô bị hút ra khỏi con tàu và bị xem như đã chết. Radiguet đã tìm thấy cô lúc đó, hắn đã thay đổi con người cô, xóa hết trí nhớ và nhân cách, cho cô sức mạnh để cô trở thành bộ tướng của Vyram với tên Maria. Maria cũng tham gia vào cuộc tranh giành quyền lực tiêu diệt Jetman, trong giai đoạn ở Vyram, mụ vẫn giữ được khả năng chơi piano như Rie lúc trước và có quan hệ tốt với Grey. Trong cuộc chiến của Jetman với hai con quỷ thời tiền sử, Maria bất ngờ trở lại thành Rie lúc đang giao đấu với Ryu. Tuy nhiên sau đó Radiguet đã biết cô trở lại thành Maria. Sau khi Tranza bị hạ bệ, Maria vẫn mong muốn tiêu diệt Jetman, mụ chấp nhận Radiguet trở thành thủ lĩnh Vyram và cầu xin giúp đỡ để tiêu diệt Jetman. Radiguet ban cho Maria sức mạnh để mụ trở thành ma cà rồng chuyên hút máu để tăng thêm sức mạnh, mụ cũng đã suýt thành công trong việc biến Ryu thành ma cà rồng tay sai. Ryu sau đó đã can thiệp, nói rằng anh vẫn luôn yêu Rie và ôm hôn Maria, điều này khiến Maria trở lại thành Rie. Tuy nhiên lúc đó thì Radiguet xuất hiện, thuyết phục Rie quay lại với Radiguet, Rie đồng ý nhưng kỳ thực mục đích của cô là để nhân Radiguet sơ hở mà đâm vào lưng hắn bằng kiếm của Ryu. Tức giận vì vết đâm, Radiguet chém chết Rie rồi biến mất, vết đâm của Rie cũng chính là điểm yếu của Radiguet mà các Jetman khai thác để tiêu diệt hắn. Lúc Ryu hốt hoảng chạy đến thì Rie bảo anh đứng đến gần và hãy quên cô đi khi cô cũng không thể tha thứ cho tội ác của mình lúc là Maria. Grey sau đó đến và chôn cất cô, Rie cảm ơn Grey vì tất cả và cũng nói rằng thực ra cô vẫn muốn được sống hạnh phúc với Ryu. 3 năm sau, trong đám cưới của Ryu với Kaori, hồn Rie xuất hiện để dõi theo, chúc phúc cho anh và lại biến mất.
- Grey (グレイ Gurei?) (1-50): Là một robot chiến đấu của Vyram với nội tâm rất phức tạp. Grey thường trầm tư, uống rượu, hút thuốc và có niềm yêu thích với piano. Hắn bắt đầu chú ý và cũng nảy sinh tình cảm với Maria từ đàn piano. Nhận thấy những điểm tương đồng trong tính cách, Grey xem Gai là đối thủ yêu thích nhất và duyên nợ nhất của mình trong Jetman, giữa hai người đã có những cuộc đối đầu đáng chú ý. Tuy nhiên xét về nhiều khía cạnh thì Grey lạnh lùng vô cảm hơn cái đầu nóng của Gai, điển hình như Grey từng cứu một con robot G2 bị Tranza bỏ rơi, khi G2 muốn đi theo thì Grey dửng dưng bảo nó biến đi và không để tâm gì khi nó giúp Grey cũng như lúc nó chết. Grey đã từng xuất hiện nhiều lần để cứu và giúp đỡ Maria chiến đấu, hắn từng cảm thấy đau đớn khi nhận ra thân thể sắt của hắn quá lạnh lẽo không thể sưởi ấm cho Maria. Khi nhận ra kế hoạch biến Maria thành ma cà rồng, Grey đã can ngăn Maria nhưng bất thành, và hắn đã cầu xin các Jetman hãy đưa Maria trở lại bình thường nhưng cuối cùng vẫn không thể bảo vệ được mạng sống của Maria. Trong trận chiến gần cuối, Grey can thiệp vào nỗ lực đưa Ryu trở lại Jetman để thách đấu một mất một còn với Gai. Trận chiến đã diễn ra ác liệt với những sát thương đáng kể từ hai phía. Trong lúc Grey chuẩn bị kết liễu Gai thì Gai kịp tránh được và tiêu diệt Grey bằng chính khẩu súng của hắn. Trước khi chết, Grey tỏ ra hạnh phúc khi đối đầu với một đối thủ xứng tầm như Gai cũng như sẽ được đoàn tụ với Maria. Trước khi chết, hắn bảo Gai hãy rời đi vì hắn muốn chết một mình, Gai lấy bật lửa châm cho hắn hút điếu thuốc cuối cùng trước khi chết, điều trùng hợp mà cũng đến với Gai 3 năm sau khi anh cũng chết như vậy.
- Back Dimensional Count Radiguet (裏次元伯爵ラディゲ Urajigen Hakushaku Radige?): Một tướng cao cấp và thân tín của thủ lĩnh Juuza trong Jetman, Radiguet là một kẻ vô cảm, thủ đoạn và không bao giờ muốn bất kỳ ai đứng trên mình. Hắn luôn nhúng tay vào công việc của đồng bọn khi chúng gần như tiêu diệt Jetman vì không muốn những kẻ đấy là lãnh đạo Vyram, và thậm chí còn muốn hạ sát nữ hoàng của mình. Radiguet từng bị biến thành người và mất hết trí nhớ khi Juuza trừng phạt khi ám sát mụ bất thành. Ở dạng con người và mất trí nhớ, hắn cho thấy hắn cũng có nhiều điểm tốt và từng có cuộc tình với Saki - một cô gái đã cứu hắn khi hắn bị biến thành con người, hắn cũng đã vô thức cứu cô khỏi căn bệnh hiểm nghèo bằng năng lực của mình. Tuy nhiên, có một cơn đau dữ dội bên trong hắn (có thể do Juuza gây nên) làm hắn đau đớn và chạy đến Ryu đang chiến đấu với Juuza. Điên loạn, hắn tấn công cả hai, rồi cũng nhớ ra thân phận của mình và trở lại với hình dạng cũ và thậm chí cùng với Grey, Maria và Tran hỗ trợ các Jetman đánh bại Juuza. Hắn sau đó đã giết chết Juuza và cướp Semimaru từ mụ, tàn nhẫn hơn, khi Saki cầu xin hắn trở lại như lúc là người, hắn giết cô không chút thương tiếc.
- sau khi Tran mạnh lên thành Tranza và tự tiện ngồi lên vị trí lãnh đạo, Radiguet coi Tranza là kẻ thù số 1 và hắn luôn tìm mọi cách để trử khử Tranza, hắn liên minh với Grey và Maria để làm mục đích đó. Khi Tranza tạo ra Veronica, trong lúc rất gần để tiêu diệt Jetman, hắn tấn công Tranza để ngồi vào buồng điều khiển chính, việc này khiến Tranza và Radiguet tấn công nhau và Tranza đã đẩy Radiguet để Veronica trói và hút năng lượng của hắn. Tuy nhiên, điều này gây hiệu ứng ngược khi hắn lại hút năng lượng của Veronica để trở nên mạnh hơn và thoát ra khỏi Veronica, biến thành một con người. Trong cuộc chiến cuối cùng giữa Tranza và Jetman, hắn đã cứu Ryu khi tưởng như anh đã bị Tranza giết và hỗ trợ Ryu chống lại Tranza trước khi trở lại hình dạng thật của mình, khi Tranza bị đánh bại, hắn tra tấn làm Tranza bị bại liệt rồi ngồi lên vị trí lãnh đạo Jetman. Radiguet sau cũng dùng thủ đoạn biến Maria thành vũ khí của mình, sau khi Maria trở lại thành Rie, hắn cố dụ dỗ Rie quay lại phe mình và bị ăn miếng lừa khi Rie đâm kiếm vào lưng hắn. Lúc sau, hắn tuyên chiến một mất một còn với Jetman, nhận ra sức mạnh tiềm tàng đáng sợ của Jetman, hắn sử dụng con bài cuối cùng là biến thành một quái vật khổng lồ. Hắn áp đảo các Gattai của Jetman, sau khi Jetman tìm ra điểm yếu ở lưng, hắn tăng sức mạnh lên tối đa và dùng trụ sở Vyram thành một màng bảo vệ cho mình. Cuối cùng, theo kế của Ryu, màng bảo vệ bị Jet Garuda của Ryu phá vỡ, Radiguet bị tiêu diệt hoàn toàn khi Jet Icarus do Gai ngồi ghế chính đâm vào lưng. Cái chết của Radiguet đánh dấu chiến thắng của Jetman và chấm dứt hoàn toàn sự tồn tại của Vyram.Grinam Soldiers (グリナム兵 Gurinamu Hei?)

### Others
- Destruction Beast Semimaru (破壊獣セミマル Hakaijū Semimaru?) (18-24)
- Majin Mu (魔神ムー Majin Mū?) (30)
- Majin Ramon and Gorg (魔神ラモンとゴーグ Majin Ramon to Gōgu?) (31-32)
- Strange Dimensional Lifeform Jigoku Medusa (異次元生命体ジゴクメドゥーサ Kaijigen Seimeitai Jigokumedūsa?) (34)
- Trial Manufacture Robot G2 (試作ロボットG2 Shitsuku Robotto Jītsū?) (42)
- Majin Robot Veronica (魔神ロボ ベロニカ Majinrobo Beronika?) (43-45)
- Tomato Monarch (トマト大王  Tomato Daiō?) (46)

## Các tập
1. Tìm kiếm chiến binh (戦士を探せ Senshi o Sagase?)
2. Chiến binh thứ ba (第三の戦士 Daisan no Senshi?)
3. Sức mạnh của 5 người (五つの力 Itsutsu no Chikara?)
4. Cô dâu tham chiến (戦う花嫁 Tatakau Hanayome?)
5. Hãy yêu tôi (俺に惚れろ Ore ni Horero?)
6. Robo tức giận! (怒れロボ！ Ikare Robo!?)
7. Hôn nhân của Ryuu!? (竜の結婚！？ Ryū no Kekkon!??)
8. Tiếng cười kim cương (笑うダイヤ Warau Daiya?)
9. Tình yên bùn (泥んこの恋 Doronko no Koi?)
10. Mì cốc (カップめん Kappumen?)
11. Trò chơi nguy hiểm [Tìm thức] (危険な遊び Kiken na Asobi?)
12. Xe Buýt địa ngục (地獄行バス Jigokuyuki Basu?)
13. Mê cung của tình yêu (愛の迷路 Ai no Meiro?)
14. Đại pháo tình yêu (愛の必殺砲（バズーカ） Ai no Hissatsu Bazūka?)
15. Chiến binh trung học (高校生戦士 Kōkōsei Senshi?)
16. Sự nổi loạn của giấy [Cô gái bước ra từ trong tranh] (紙々の叛乱 Kamigami no Hanran?)
17. Nữ hoàng hồi sinh (復活の女帝 Fukkatsu no Jotei?)
18. Cái chết của Gai! [Một lần làm người của Radiguet] (凱、死す！ Gai, Shisu!?)
19. Tôi có thể nhìn thấy! [Tương lai của Kaori] (見えます！ Miemasu!?)
20. Máy hút bụi phá đám cưới (結婚掃除機 Kekkon Sōjiki?)
21. Rác lang thang (歩くゴミ Aruku Gomi?)
22. Tình yêu bùng nổ (爆発する恋 Bakuhatsu Suru Koi?)
23. Chiến đội mới xuất hiện (新戦隊登場 Shin Sentai Tōjō?)
24. Xuất kích Super Robo (出撃超（スーパー）ロボ Shutsugeki Sūpā Robo?)
25. Hình nhân cười (笑う影人間 Warau Kage Ningen?)
26. Tôi là người tiền sử (僕は原始人 Boku wa Genshijin?)
27. Cuộc đào thoát vĩ đại từ địa ngục (魔界大脱出 Makai Dai Dasshutsu?)
28. Jigenju đời đầu (元祖次元獣 Ganso Jigenjū?)
29. Trận chiến cuối cùng (最後の戦い Saigo no Tatakai?)
30. Ba con quỷ (三魔神起つ San Majin Tatsu?)
31. Giải tán chiến đội! (戦隊解散！ Sentai Kaisan!?)
32. Những đôi cánh! Một lần nữa (翼よ！再び Tsubasa yo! Futatabi?)
33. Đó là con gián (ゴキブリだ Gokiburi Da?)
34. Sự phản bội của Ryu (裏切りの竜 Uragiri no Ryū?)
35. Chim bồ câu mang lại dũng khí (鳩がくれた戦う勇気 Hato Gakureta Tatakau Yūki?)
36. Đi với sự thèm ăn! Người kiến (歩く食欲！アリ人間 Aruku Shōkuyoku! Ari Ningen?)
37. Khai sinh! Tranza Đại đế (誕生！帝王トランザ Tanjō! Teiō Toranza?)
38. Bất ngờ cây búa! (いきなりハンマー！ Ikinari Hanmā!?)
39. Vòng Roulette chết chóc (廻せ命のルーレット Mawase Inochi no Rūretto?)
40. Mệnh lênh! Thay đổi chiến đội (命令！戦隊交代せよ Meirei! Sentai Kōtai Seyo?)
41. Không thể chuyển hóa! Căn cứ bị phá hủy (変身不能！基地壊滅 Henshin Funō! Kichi Kaimetsu?)
42. Hãy ngủ trong vòng tay tôi! (おれの胸で眠れ！Ore no Mune de Nemure!?)
43. Lẻn vào cơ thể Chōkan (長官の体に潜入せよ Chōkan no Karada ni Sennyū Seyo?)
44. Ma thần Robo! Veronica (魔神ロボ！ベロニカ Majin Robo! Beronika?)
45. Sữa nóng cho chiến thắng (勝利のホットミルク Shōri no Hotto Miruku?)
46. Ma cà chua đáng sợ (トマト畑の大魔王 Tomato Hatake no Daimaō?)
47. Niềm kiêu hãnh của Tranza đại đế (帝王トランザの栄光 Teiō Toranza no Eikō?)
48. Nụ hôn chết chóc (死を呼ぶくちづけ Shi o Yobu Kuchidzuke?)
49. Maria... Tình yêu và cái chết (マリア・・・その愛と死 Maria... Sono Ai to Shi?)
50. Cuộc chiến sinh tử (それぞれの死闘 Sorezore no Shitō?)
51. Bay cao nào! Những Điểu nhân (はばたけ！鳥人よ Habatake! Chōjin yo?)

Tập tri ân Choujin Sentai Jetman trong Kaizoku Sentai Gokaiger
- 28. Đôi cánh vĩnh cửu (翼は永遠に Tsubasa wa Eien ni?)

## Giai đoạn hậu Jetman
Trong một bộ phim ngắn Super Sentai World lấy bối cảnh giữa tập 25 và 26 của Ninja Sentai Kakuranger, Daidas thực iện âm mưu thôn tính thế giới, hắn triệu hồi bọn lính từ giai đoạn Fiveman đến Kakurangers cho âm mưu này. Trong lúc đối đầu với các Kakurangers, hắn bắt một cặp thường dân làm con tin, buộc họ phải buông vũ khí. Trong lúc tiến thoái lưỡng nan nhất thì các Jetman cùng với các chiến binh trong Gosei Sentai Dairanger, Kyōryū Sentai Zyuranger và Chikyuu Sentai Fiveman xuất iện yểm trợ các Kakurangers. Họ chiến đấu cùng nhau và kết ợp sức mạnh gattai mình để tiêu diệt Daidas. Bối cảnh của Super Sentai World vẫn là điều tranh cãi khi không biết được lấy trong giai đoạn nào sau Jetman, đặc biệt là khi Gai đã chết 3 năm sau.
Toei TV Hero Encyclopedia Vol. 2: Choujin Sentai Jetman là bộ phim ngắn lấy bối cảnh 5 năm sau khi tiêu diệt Vyram, là lúc mà Ryu và Kaori xem lại những kỷ niệm mà các Jetman trải qua từ lúc thành lập tới lúc đám cưới của hai người. Lúc xem xong album thì tình cờ đứa bé con trai họ khóc, Ryu và Kaori tới dỗ dành. Ryu bế con mình và thủ thỉ: "Con lớn nhanh quá, Gai". Dù rằng con của hai người tên là Gai nhưng việc Gai còn sống hay không lúc đó vẫn là bí ẩn, khi mà thực ra vẫn có thể lấy tên người thân thết lúc họ còn sống đặt cho tên con mình đ. ược
Choujin Sentai Jetman: Toki wo Kakete là một manga về Jetman lấy bối cảnh 5 năm sau khi tiêu diệt Vyram, của tác giả Fujii Akiko vào năm 1996. Trong manga này, Gai đã chết được hai năm, con của Ryu và Kaori lại là con gái, tên là Aya (lấy tên từ chỉ huy của họ), còn Raita và Satsuki định đặt tên con mình là Gai. Giai đoạn này Radiguet lại được hồi sinh và tái khởi động âm mưu xâm chiếm thế giới. Buộc các Jetman phải cầm súng chiến đấu. Vị trí của Gai được thay thế bởi Jeffrey Kensaki - một tay guitar chuyên nghiệp mang hai dòng máu Nhật - Tây khi anh bị "Birdonic Waves" mang sức mạnh màu xanh lá cây của loài đại bàng đánh trúng. Toei thực tế chưa bao giờ công nhận manga này là phần của chính truyện nên chỉ được coi là ở một vũ trụ song song với chính truyện của Jetman
Trong Hyakujuu Sentai Gaoranger vs. Super Sentai, 4 chiến binh Gaorangers được 4 chiến binh khác nhau từ 5 seri trước giảng về đạo về cách dùng kiếm, sức mạnh, dũng cảm và kỹ năng chiến binh nữ. Ryu và Gai được nhắc đến trong lời kể về các kiếm sĩ, Raita ược nhắc đến trong lời kể về những chiến binh sức mạnh, còn Ako và Kaori được nhắc đến trong lời kể về các chiến binh nữ.
Trong tập 42 GoGo Sentai Boukenger, các Boukenger có tìm hiểu về Gattai chiến đấu thứ ba, và họ phát hiện ra Tetra Boy chính là gattai thứ ba đầu tiên trong lịch sử Super Sentai, 6 thành viên còn thưởng thức mỳ ramen Ako-chan vẫn rất được thịnh hành
Trong bối cảnh trước Kaizoku Sentai Gokaiger, khi bọn quái vật từ Đế quốc Vũ trụ Zangyack xâm chiếm Trái Đất, các Jetman cùng tất cả chiến binh từ 33 seri Sentai khác chiến đấu ngăn chặn chúng xâm chiếm Trái Đất. Họ đã hy sinh sức mạnh của mình để ngăn chặn thảm họa này, sức mạnh của họ được chuyển hóa thành các Ranger Keys lơ lửng ngoài vũ trụ và được các Gokaiger tìm thấy. Khi biến thân thành đội Jetman thì sức mạnh của Ryu được Marvelous sử dụng, Don sử dụng của Gai, Luka sử dụng của Raita, Joe sử dụng của Ako và Ahim sử dụng của Kaori. Tuy nhiên vì là hồn ma nên thực ra Gai vẫn có thể biến thân thành sentai

### Đôi cánh vĩnh cửu
Tập 28 trong Kaizoku Sentai Gokaiger là tập để tri ân Choujin Sentai Jetman khi các Gokaiger có tể tìm thấy và tận dụng tất cả năng lực của Jetman. Tập đánh dấu sự trở lại của Yuki Gai.
Trong một lần đi dạo chơi, vô tình các Gokaiger chạm trán Kiaido - một tên săn tiền thưởng có sức mạnh rất lớn từng suýt giết chết Captain Marvelous trong quá khứ. Các Jetman đã chiến đấu với hắn nhưng không tài nào có thể tiêu diệt được, Kiaido để các Gokaiger sống vì hắn mong sẽ nhận nhiều tiền thưởng hơn, phía Zangyack chỉ trích hắn nhưng hắn không quan tâm vì hắn không muốn phục tùng Zangyack, điều này khá giống việc sự liên kết giữa các thành viên Vyram rất mong manh vì ai cũng muốn ngồi lên quyền lực. Trong lúc Gokaiger suy sụp, tình cờ Navi lại nói nhảm cái gì về "chim Phượng Lớn" - được cho là cách để tiêu diệt Kiaido. Ikari Gai hiểu ngay là Navi đang nói về các Jetman, Gai cũng tiết lộ rằng hiện tại Raita là doanh nhân buôn bán hoa quả trên mạnh, Ako là thần tượng nổi danh còn Ryu và Kaori vẫn sống hạnh phúc bên nhau. Các Gokaiger quyết định đi tìm chiến binh trong Jetman.
Trong khi đó trên thiên đường, ở một quán bar tên là Golden Gate, một nữ thần đã bị đánh bại trong một trò cờ bạc với một hồn ma. Nữ thần bảo theo lời hứa cô sẽ giúp hồn ma đấy thực hiện một điều ước. Linh hồn đó uống một ly rượu và nói rằng anh muốn xuống hạ giới khi rượu ở đây quá tệ.
Trong lúc Luka, Don và Joe đi tìm kiếm, tình cờ họ nhìn thấy một người đàn ông mặc áo đen. Người đàn ông bảo Luka hãy lên xe ngồi và nói anh sẽ làm các cô gái hạnh phúc. Lúc Joe đặt tay lên vai người đàn ông và bảo sao anh ta kỳ cục vậy, thì người đàn ông hằn giọng, đấm Joe và cướp thiết bị biến hình từ cậu và đi mất. Sau đó, nhóm còn lại cũng trên đường tìm kiếm, Ikari Gai hát: "Jetto, Jetto, Jettoman" (đoạn đầu trong bài Choujin Sentai Jetman) thì Ahim và Marvelous nhìn thấy người đàn ông mà Joe kể. Lúc Marvelous yêu cầu anh trả lại thiết bị biến hình thì người đàn ông đó nói hãy đánh bại anh ta thì anh sẽ trả lại. Marvelous tỏ ra yếu thế hơn trong cuộc đấu tay đôi, người đàn ông đó đùa giỡn với cậu, bảo "Chiến binh đỏ giờ kém cỏi vậy sao?" rồi đấm thẳng vào mặt cậu, cướp thiết bị biến hình của Marvelous rồi bảo đừng đi tìm người của Jetman. Trong khi đó, Gai lại không thể nhìn thấy người đàn ông đó, lúc Marvelous bảo người đàn ông đó là ai, anh ta trả lời ngạo nghễ: "YUKI GAI" rồi bỏ đi.
Ikari Gai sau xác nận đó chính là thành viên của Jetman mang sức mạnh màu đen của chim kền kền mà không rõ thông tin từ rất lâu, điều này làm các thành viên khác trong Gokaiger sửng sốt, còn Gai tự hỏi sao mình không thể nhìn thấy Yuki Gai. Marvelous cảm thấy tự ái và đến một khu rừng luyện tập. Lúc đó Gai xuất hiện và bảo Marvelous quá kém cỏi và không biết vượt qua nỗi sợ hãi của bản thân dù mạnh mồm bảo mình là cướp biển, và điều đó làm sức mạnh của Jetman trở nên quá tầm với cậu và các Gokaiger. Gai sau đó lặng lẽ bỏ đi, Marvelous đuổi theo, chạy mệt và dừng chân ở một nghĩa trang, cậu dừng lại và nhìn thấy một ngôi mộ đề: "Yuki Gai, kền kền đen yên nghỉ ở đây". Các thành viên khác của Gokaiger cũng đến đó, Ikari Gai xác nhận rằng quả nhiên là Yuki Gai thực sự đã chết, cậu nhìn vào mộ và nói có vẻ các thành viên Jetman hay đến thăm mộ Gai thường xuyên và để lại quà lên mộ anh. Có thể nhận ra rổ hoa quả từ Raita, mỳ ramen Ako-chan từ Ako, hoa đỏ và trắng từ Ryu và Kaori và một chai rượu của cả bốn thành viên để lại. Nhìn vào ngôi mộ, Ikari Gai hiểu ra rằng lý do Yuki Gai can thiệp vào việc họ tìm Jetman là vì Gai hiểu rõ giá trị của việc sống trong hòa bình sau quãng thời gian chiến đấu với Vyram. Anh thực sự mong 4 người đồng đội của mình sẽ sống một cuộc sống thật bình yên vì anh biết họ sẽ phải đối đầu với Kiaido dù đó là việc của các Gokaiger.
Sau đó các Gokaiger đến chỗ Kiaido và thấy Gai một mình đến gặp Kiaido, thách đấu với hắn, Kiaido muốn thử sức Gai bằng việc cho anh đấu với bọn Gormin. Sau khi tỏ ra vượt trội so với bọn Gormin, Gai biến thân thành Jetman (vì hồn ma vẫn có thể biến thành sentai) và đấu một trận ngang ngửa với hắn. Những đòn tấn công mạnh mẽ, đầy dũng khí của Gai đánh thức bên trong con người Marvelous, làm cậu suy nghĩ vì sao Gai vẫn chiến đấu kiên cường để bảo vệ đồng đội dù rằng anh đã là người chết. Marvelous lấy lại dũng khí và cùng các Gokaiger đến đối đầu với Kiaido, Marvelous đã hiểu ra bí quyết của các Jetman rằng sức mạnh là để vượt qua mình và vượt qua cái chết. Gai bật cười và trả lại Gokaiger thiết bị biến hình của mình, để họ thay mình chiến đấu. Khi các Gokaiger tỏ ra ưu thế hơn khi đấu với Kiaido, Gai bảo họ hãy biến thành Jetman, 5 người hóa thân thành Jetman và kết hợp thành một Phượng hoàng lửa tiêu diệt Kiaido (giống như hồi các Jetman kết hợp với nhau hạ gục Radiguet lúc trước.
Sau trận đánh, các Gokaiger đi dạo với Gai và dừng chân ở nơi Ryu và Kaori mừng đám cưới. Anh ngồi lên cái ghế - nơi mà anh chết rồi bảo các Gokaiger nhìn lên bầu trời và nói giờ đến lượt họ bảo vệ nó. Marvelous hỏi anh thật sự tin vào hải tặc bọn họ chăng, thì Gai bật cười, bảo hẹn gặp lại và trở lại thiên đường. Trong lúc Ikari Gai vẫn đau lòng vì không nhìn được Gai (có thể do người Trái Đất không thể nhìn thấy hồn ma của người cùng hành tinh) thì Marvelous tự hứa với Gai sẽ sử dụng và bảo vệ sức mạnh của Jetman. Ở thiên đường, Gai lại chơi trò cờ bạc với nữ thần và lần này anh thua (chủ ý của riêng Gai), Gai thực hiện mong muốn của nữ thần bằng việc thổi một bài hát bằng kèn Saxophone - việc anh vẫn thường làm lúc còn sống ở quán bar Golden Gate dưới hạ giới

## Diễn viên
- Narrator - Tsutomu Tareki
- Ryū Tendō/Red Hawk; Android Ryu (34) - Kotaro Tanaka
- Kaori Rokumeikan/White Swan; Rika (26) - Rika Kishida
- Raita Oishi/Yellow Owl - Tomihisa Naruse
- Ako Hayasaka/Blue Swallow - Sayuri Uchida
- Gai Yuki/Black Condor - Toshihide Wakamatsu
- Commander Aya Odagiri - Mikiko Miki
- Rie Aoi/Maria - Maho Maruyama
- Count Radiguet - Daisuke Tachi
- Tran - Mirai Kuga (tập 1-36)
  - Emperor Tranza - Yutaka Hirose (tập 36-47)
- Gray - Hideaki Kusaka

### Trang phục
- Red Hawk - Kazuo Niibori (1), Hiroshi Maeda (2)
- Black Condor - Naoki Ōfuji
- Yellow Owl, Jet Garuda - Hirofumi Ishigaki
- White Swan - Yūichi Hachisuka, Masato Akada (sub)
- Blue Swallow - Shōji Hachisuka
- Tetra Boy - Yasuhiro Takeuchi
- Jet Íkaros, Jet Garuda, Great Íkaros - Hideaki Kusaka
- Dimensional Beasts - Takeshi Miyazaki

## Bài hát
Đầu
- "Choujin Sentai Jetman" (鳥人戦隊ジェットマン Chōjin Sentai Jettoman?)
  - Lyrics: Toyohisa Araki (荒木 とよひさ Araki Toyohisa?)
  - Composition and Arrangement: Kōji Tsuno (つの ごうじ Tsuno Kōji?)
  - Artist: Hironobu Kageyama

Kết
- "The Heart is an Egg" (こころはタマゴ Kokoro wa Tamago?)
  - Lyrics: Toyohisa Araki
  - Composition: Kōji Tsuno
  - Arrangement: Kenji Yamamoto
  - Artist: Hironobu Kageyama

## Video Game
Vào ngày 21 tháng 12 năm 1991, Choujin Sentai Jetman được phát hành trên Famicon. người chơi có thể điều khiển các Jetman, với các vũ khí khác nhau:
- Red Hawk and Black Condor: Bringer Sword
- Yellow Owl: Wing Gauntlet
- Blue Swallow and White Swan: Bird Blasters

Kẻ thù bao gồm:
- Mirror Jigen
- Camera Jigen
- Bus Jigen
- Light Armadillo
- Dimensional Mammoth
- Destruction Beast Semimaru